# Iris (román együttes)
Az Iris egy román rockegyüttes, mely 1977-ben alakult meg Bukarestben. Fennállása során számos zenész megfordult a zenekarban.

## Tagjai

### Jelenlegi tagok
- Nelu Dumitrescu (dob, ütősök, 1977–)
- Cristi Minculescu (vokál, 1980–82, 1985–)
- Valter Popa (gitár, háttérvokál, 1986–)
- Doru "Boro" Borobeică (basszus, háttérvokál, 1984–)
- Relu Marin (billentyűs hangszerek, háttérvokál, 2005–)

### Egykori tagok
- Nuțu Olteanu (gitár, vokál, 1977–80, 1981–86)
- Emil “Brando” Lechințeanu (basszus, 1977–78)
- Sorin Chifiriuc (gitár, basszus, vokál, 1978–79)
- Nelu Jecan (vokál, 1978)
- Lucian Chivu (vokál, 1978–79)
- Marty Popescu (basszus, 1978–79, 1981–84)
- Anton Hașiaș (basszus, 1980–81)
- Clement Iordănescu (gitár, 1980)
- Adrian Ilie (gitár, 1980–82, 1984–85)
- Gelu Ștefan (dob, 1980)
- Vali "Gălăgie" Neamțu  (dob, 1980)
- Niky Dinescu (dob, 1981)
- Dan Bădulescu (gitár, 1982)
- Sanda Lăcătușu (vokál, 1982)
- Florin Ochescu (gitár, 1980, 1982–84)
- Dan Bittman (vokál, 1984–85)
- Bogdan Stănescu (gitár, 1985)
- Mihai Alexandru (gitár, 1986–89)
- Nelu Popovici (basszus, 1988)
- Manuel Savu (gitár, 1989–90)
- Dan Alex Sîrbu (gitár, 1990–94)

## Diszkográfia
- Iris (1984)
- Iris II (1987)
- Iris III - Nu te opri! (1988)
- Iris IV (1990)
- 1993 (1993)
- Lună plină (1996)
- Mirage (1998)
- Athenaeum (live) – Vol. 1 (2000)
- Athenaeum (live) – Vol. 2 (2000)
- Mătase albă (2002)
- 4Motion (2003)
- Maxima (2005)
- Cei ce vor fi – volumul I (2007)
- Cei ce vor fi – volumul II (2007)
- 12 porți (2010)